# 刘家照
刘家照（1861年1月24日—？），字月初，广东香山县人，清朝道台、外交官。

## 生平
1872年清朝首批中国留美幼童之一。1876年至1880年，他在威利斯顿学院学习。1880年考入美国耶鲁大学学习，1881年因清朝结束幼童留学计划而中断学业回国。回国后，他在1907年唐绍仪出任首任奉天巡抚前后任奉天道台，1908年作为秘书随清政府特使唐绍仪秘密访问美国，此行主要是为推动中德美联盟和裁厘加税事，但未取得进展。他还曾在天津外务局任职。后他在广东逝世。

## 家庭
- 父：刘述亭